# Leon de Winter
Leon de Winter ('s-Hertogenbosch, 26 febbraio 1954) è uno scrittore olandese di origini ebraiche.

## Biografia
Esordì nel 1976 con la raccolta novellistica Il vuoto nel mondo. Tra le sue successive opere si citano Kaplan (1986) e La fame di Hoffman (1990).Nel 1996 pubblica il romanzo Supertex che ottiene un buon successo internazionale.
In tempi più recenti ha pubblicato Il nemico (2004) e Diritto al ritorno (2008). I suoi romanzi sono pubblicati in Italia da Marcos y Marcos.